# Turbo (kommun)
Turbo är en kommun i Colombia.   Den ligger i departementet Antioquía, i den nordvästra delen av landet, 500 km nordväst om huvudstaden Bogotá. Antalet invånare är 121 919.